# Syngonanthus robinsonii
Syngonanthus robinsonii là một loài thực vật có hoa trong họ Eriocaulaceae. Loài này được Moldenke miêu tả khoa học đầu tiên năm 1968.